# Ближний Менчереп
Ближний Менчереп (Анчереп) — река в Кемеровской области России. Устье реки находится в 558 км по правому берегу реки Иня. Длина реки составляет 29 км.

## Данные водного реестра
По данным государственного водного реестра России относится к Верхнеобскому бассейновому округу, водохозяйственный участок реки — Иня, речной подбассейн реки — бассейны притоков (Верхней) Оби до впадения Томи. Речной бассейн реки — (Верхняя) Обь до впадения Иртыша.